# Osques
Cet article concerne le peuple osque. Pour la langue osque, voir Osque.
Les Osques ou Opiciens (latin Osci ou Opsci) étaient un peuple italique de l'Italie ancienne  et qui ont occupé la partie méridionale de la péninsule. 
Leur nom d'Opsci vient du nom de la déesse de la fertilité Ops.

## Origines
On pense que le peuplement de la péninsule italienne par les Indo-Européens s'est fait en au moins deux vagues : l'une au IIe millénaire av. J.-C., les Italiques, qui fondent la civilisation apenninique et une autre (à l'origine de la culture latiale) vers -1000. La première vague correspondrait linguistiquement au sous-groupe de langues italiques osque-ombrien, et la seconde au groupe latin-falisque-sicule, ce qui explique les écarts constatés entre l'osque et le latin.

## Histoire

Tribus de langue osque ou de dialecte apparenté dans l'Italie de l'Âge du fer.

Établis en Campanie pré-romaine vers la fin du Ve siècle av. J.-C., ils adoptent l'alphabet étrusque et pendant le Ve siècle av. J.-C. ils sont soumis par les Samnites. 
Ils seront avec eux, incorporés à la République romaine après la bataille de Sentinum à la suite des guerres samnites.

## Usages et coutumes
L'organisation familiale devait être de type patriarcal.
Les Osques habitaient des cabanes et utilisaient des vases d'argile, faits à la main, cuits au soleil ou au feu. Ces vases étaient parfois décorés avant leur cuisson de dessins linéaires tracés à la pointe ou à l'aide d'autres objets permettant l'impression ou l'incision. Ces céramiques rudimentaires sont le témoignage de techniques remontant à l'ère néolithique.
Leur principale activité économique était l'agriculture. Ils utilisaient des moyens primitifs et cultivaient de petites parcelles, proches des cabanes. L'unité de mesure de la surface était le vorsus, il équivalait à 8 640 pieds carrés romains. Cette information a permis à Heinrich Nissen d'évaluer le pied osque à 0,274 9 mètres.
L'élevage devait aussi être pratiqué, ainsi que la pêche le long des côtes et dans les rivières. On retrouve trace de la pêche grâce à la découverte d'assiettes décorées à la suite des dernières découvertes archéologiques.
Pour leurs défunts, les Osques pratiquaient l'inhumation. Les tombes étaient en tuf, à cercueil, en terre cuite, ou à cabane. Il manquait le concept de nécropole. De ce fait elles s'alignaient le long des sentiers qui reliaient les diverses habitations.
La religion devait être très simple. Basée sur le culte des éléments naturels comme la terre et le soleil connectés à la vénération de la Mater Matuta déesse de la fécondité, visible au Museo Campano di Capoue,.
La vie des Osques commença à évoluer à partir du VIIIe siècle av. J.-C., quand les colonies grecques commencèrent à se développer sur les côtes. La pénétration de la civilisation grecque fut pacifique et progressive.
Les échanges entre les deux civilisations développa l'activité économique (essentiellement agricole) et les Osques adoptèrent des méthodes et des outils grecs évolués.
Les produits manufacturés grecs, très raffinés et sophistiqués, finirent par rentrer dans la vie quotidienne des Osques et les poussa à créer des agglomérations urbaines : Linterne, près de la mer, afin de faciliter les échanges commerciaux ; Atella, dans la région agricole à proximité  du fleuve Clanio, pour la récolte ; et Capoue).
La Tabula Bantina, conservée au Musée de Naples, constitue un autre témoignage de la civilisation osque. Cette table contient d'un côté en langue osque et en latin, les ordonnances de la ville de Bantia et de l'autre côté une loi romaine remontant à la période des Romains. Citons aussi la Tabula di Agnone visible au British Museum qui indique des particularités concernant une enceinte sacrée.

## L'État osque
On ne peut pas parler d'un État osque car on ne trouve aucune trace d'un pouvoir politique central, mais plutôt de trois confédérations osques. Capoue, vers l'an 216 av. J.-C. fut une ville de fort rayonnement, qui pendant un temps domina les fédérations osques et surpassait à ce moment même Rome.

## La langue
Les Osques parlaient la « langue osque », qui fait partie des langues italiques, comprenant le latin, l'ombrien, le  falisque et le volsque, d'origine indo-européenne. Elle était écrite en alphabet osque, latin ou étrusque.
Alphabet osque

### Source
- (it) Cet article est partiellement ou en totalité issu de l’article de Wikipédia en italien intitulé « osci » (voir la liste des auteurs).